# Alexander Wladimirowitsch Martynow

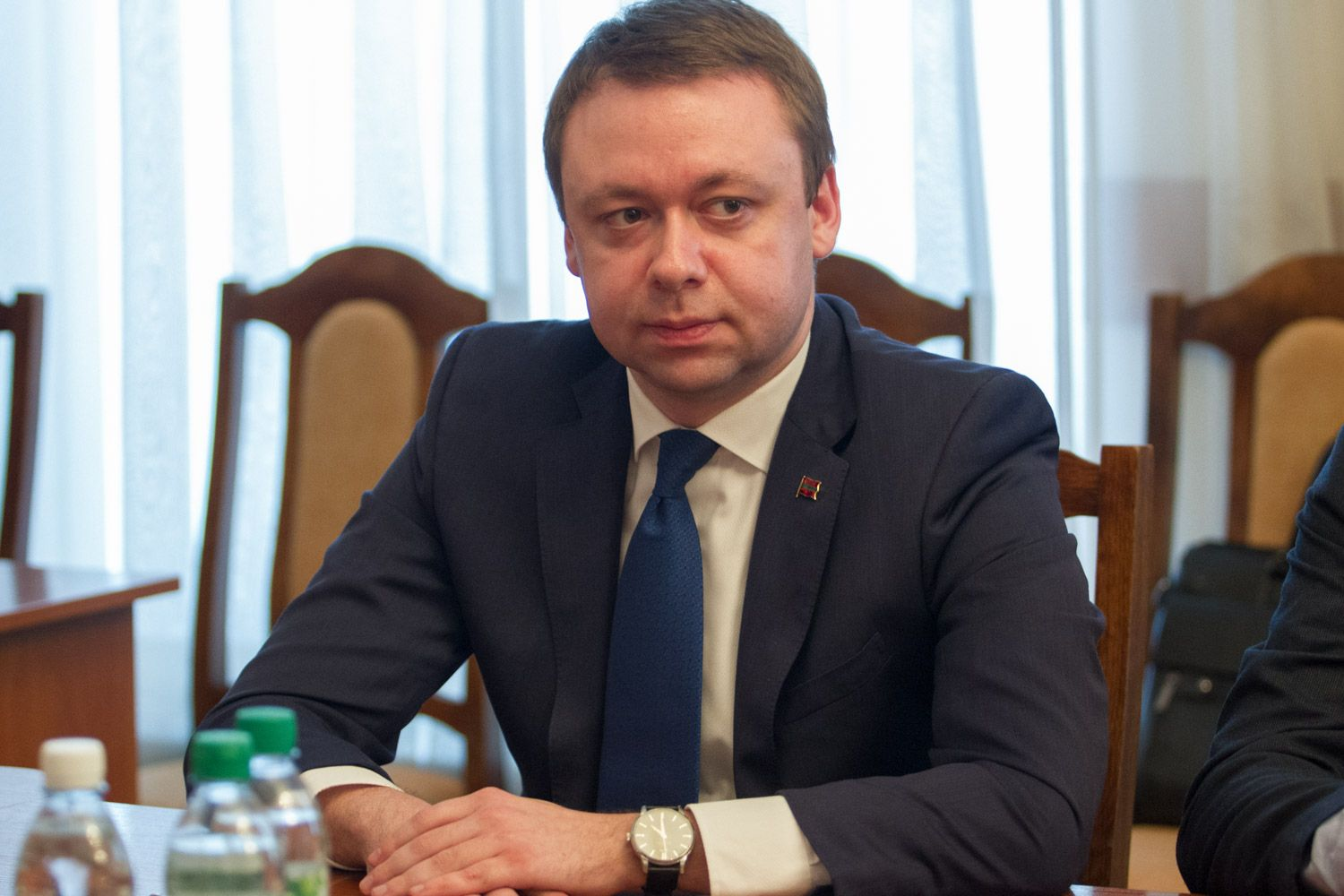
Alexander Wladimirowitsch Martynow

Alexander Wladimirowitsch Martynow (russisch Александр Владимирович Мартынов, rumänisch Aleksandr Martînov, ukrainisch Олександр Володимирович Мартинов; * 12. Januar 1981 in Tiraspol, Moldauische SSR) ist ein parteiloser transnistrischer Politiker. Er war von 2016 bis 2022 Premierminister Transnistriens.

## Leben
Martynow schloss sein Studium an der Hochschule für Informatik und Recht in Tiraspol mit summa cum laude ab und war im Anschluss noch Student an der Akademie für Wirtschaftsstudien in Kischinew und der Russischen Akademie für Volkswirtschaft und öffentliche Verwaltung in Moskau.
Anschließend arbeitete er in der Privatwirtschaft unter anderem in Kiew, Moskau und Transnistrien. Später wurde er Behördenleiter des Amtes für Steuerpolitik und Rechnungswesen des Finanzministeriums Transnistriens sowie Berater des Parlamentspräsidenten.
Martynow ist verheiratet und Vater einer Tochter.

## Politik
Martynow wurde am 17. Dezember 2016 nach der gewonnenen Präsidentschaftswahl von Wadim Nikolajewitsch Krasnoselski in Nachfolge von Pawel Prokudin Premierminister des international nicht anerkannten Landes. Am 26. Mai 2022 trat er zusammen mit der ganzen Regierung zurück. Alexander Rosenberg wurde zu seinem Nachfolger gewählt.